# HD 73192
HD 73192，又名BD+33 1728，SAO 60939、HR 3409，是一颗恒星，视星等为5.94，位于銀經190.51，銀緯35.69，其B1900.0坐标为赤經8h 32m 4.2s，赤緯+33° 35.69′ 4″。